# Fredrik Georg Afzelius
Pour les articles homonymes, voir Afzelius.
Fredrik Georg Afzelius (né le 7 décembre 1812 à Haglösa, province de l'Uppland, et mort le 19 mars 1896 à Uppsala) est un philosophe suédois. Son étude a porté sur la place de la pensée, de la connaissance et de l'information, dans le XIXe siècle. Ce grand penseur a notamment déclaré : « l'information est l'oxygène de temps modernes », citation reconnue universellement[réf. nécessaire].